# Municipio de West Point (condado de Lee)
El municipio de West Point (en inglés: West Point Township) es un municipio ubicado en el condado de Lee en el estado estadounidense de Iowa. En el año 2010 tenía una población de 1649 habitantes y una densidad poblacional de 17,54 personas por km².

## Geografía
El municipio de West Point se encuentra ubicado en las coordenadas 40°41′55″N 91°25′13″O / 40.69861, -91.42028. Según la Oficina del Censo de los Estados Unidos, el municipio tiene una superficie total de 94.01 km², de la cual 93,86 km² corresponden a tierra firme y (0,15 %) 0,15 km² es agua.

## Demografía
Según el censo de 2010, había 1649 personas residiendo en el municipio de West Point. La densidad de población era de 17,54 hab./km². De los 1649 habitantes, el municipio de West Point estaba compuesto por el 99,33 % blancos, el 0,24 % eran afroamericanos, el 0,12 % eran asiáticos y el 0,3 % eran de una mezcla de razas. Del total de la población el 0,97 % eran hispanos o latinos de cualquier raza.